# Twenty20 Big Bash
O Twenty20 Big Bash é a principal competição de críquete Twenty20 da Austrália.

## Equipes
A competição é disputadas por equipes representativas dos 6 estados australianos.
| Equipe                | Local          | Estádio                  |
| --------------------- | -------------- | ------------------------ |
| New South Wales Blues | Sydney, NSW    | Sydney Cricket Ground    |
| Victorian Bushrangers | Melbourne, VIC | Melbourne Cricket Ground |
| Western Warriors      | Perth, WA      | WACA Ground              |
| Southern Redbacks     | Adelaide, SA   | Adelaide oval            |
| Queensland Bulls      | Brisbane, QLD  | The Gabba                |
| Tasmanian Tigers      | Hobart, TAS    | Bellerive Oval           |

## Finais
| Temporada | Campeão               | Vice                  | Estádio                  |
| --------- | --------------------- | --------------------- | ------------------------ |
| 2005-06   | Victorian Bushrangers | New South Wales Blues | North Sydney Oval        |
| 2006-07   | Victorian Bushrangers | Tasmanian Tigers      | Melbourne Cricket Ground |
| 2007-08   | Victorian Bushrangers | Western Warriors      | WACA Ground              |